# Cheilosia intonsia
Cheilosia intonsia là một loài ruồi trong họ Ruồi giả ong (Syrphidae). Loài này được Loew mô tả khoa học đầu tiên năm 1857. Cheilosia intonsia phân bố ở vùng Cổ Bắc giới